# 윈드미어

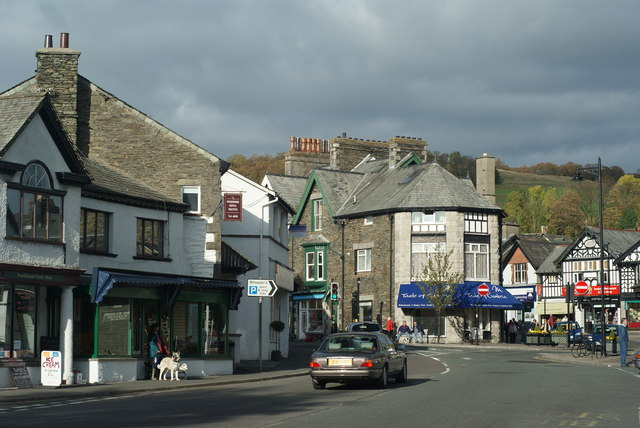
윈드미어

윈드미어(영어: Windermere)는 잉글랜드 컴브리아주에 위치한 도시로 인구는 8,359명(2011년 기준)이다. 윈드미어 호에서 1km 정도 떨어진 곳에 위치한다.